# Longitarsus curtus
Longitarsus curtus är en skalbaggsart som först beskrevs av Allard 1860.  Longitarsus curtus ingår i släktet Longitarsus, och familjen bladbaggar. Enligt den finländska rödlistan är arten nära hotad i Finland. Arten är reproducerande i Sverige. Artens livsmiljö är fuktiga gräsmarker, dikesrenar.